# Subdialetto bivonese
Il subdialetto bivonese (nome nativo vivunisi ) è un dialetto appartenente al gruppo dei dialetti occidentali della lingua siciliana parlato nel territorio di Bivona, comune italiano della provincia di Agrigento in Sicilia.
Il subdialetto bivonese, facendo parte della famiglia linguistica del siciliano, non ha riconoscimento giuridico (legge nº 482 del 15 dicembre 1999) né è regolato da un organismo da controllo; è stato studiato per la prima volta dal bivonese Paolo Trizzino nel 1920 che discusse una tesi di laurea compiuta sotto la guida di Giacomo De Gregorio.
Nel Vocabolario Siciliano di Giorgio Piccitto è indicato con la sigla AG12, afferente al gruppo dei dialetti agrigentini centrali.

## Distribuzione geografica

Distribuzione del gruppo siciliano: il subdialetto bivonese appartiene al gruppo IIIa

Il subdialetto bivonese è parlato nel centro abitato di Bivona, nell'entroterra siciliano della provincia di Agrigento, nella località abitata di Santa Filomena, nel comprensorio agricolo del territorio comunale e nelle contrade di comuni confinanti storicamente legate a Bivona.
La parlata bivonese, inoltre, è parlata all'interno delle comunità di emigrati di Bivona sparse nel mondo, soprattutto in Germania, Sud America e Stati Uniti (ove si parla anche il Siculish), tra cui la folta comunità di Ybor City, quartiere storico di Tampa (Florida).

### Lingua ufficiale
Il subdialetto bivonese, essendo variante dialettale della lingua siciliana, non ha alcun riconoscimento giuridico: la legge n. 482/1999, infatti, non include il siciliano tra le lingue riconosciute dallo Stato italiano.
Lo statuto comunale di Bivona, pur non citando mai esplicitamente il dialetto locale, afferma che l'ente «promuove la diffusione della cultura nelle sue varie espressioni e forme con particolare riguardo alla storia locale, alle tradizioni e ai costumi del luogo, tutela e salvaguarda il patrimonio artistico, architettonico e culturale del Comune».
Un'associazione locale, La Voce dei Bivonesi, dichiara nel proprio statuto di «promuovere e tutelare i tratti tipici della comunità Bivonese, in particolare l'espressione dialettale».

## Classificazione
Il subdialetto bivonese appartiene al gruppo dei dialetti occidentali della lingua siciliana. Secondo la classificazione di Giorgio Piccitto, il dialetto di Bivona (AG12) appartiene ai dialetti agrigentini centrali, sottogruppo del siciliano occidentale.
Giacomo De Gregorio elencò i punti principali per i quali la parlata bivonese si distacca dal siciliano occidentale e si avvicina all'ennese, in base alla classificazione dei dialetti siciliani di Heinrich Schneegans:
- la conservazione del nesso -LJ- (ad esempio olju, 'olio');
- il riflesso della continua gutturale sorda del nesso -FL-, come la lettera χ del greco antico (χumi, 'fiume');
- la prostesi della gutturale sonora davanti a una vocale (gatu, 'alto');
- la prima persona singolare del pronome personale ridotta a ji anziché iu come nel siciliano standard (italiano 'io');
- il troncamento della terza persona singolare del passato remoto (currì, 'corse').

Ciononostante, il bivonese si distacca dal gruppo ennese (o interno) nella dittongazione di ĕ, ō tonici e nella riduzione dei gruppi pl, cl.
Le caratteristiche proprie della lingua popolare bivonese, invece, sono le seguenti:
- il riflesso di -ld- in žd (caždu, 'caldo');
- l'elisione di l- davanti a una dentale (satu, 'salto');
- la posposizione e l'enclisi del pronome personale di terza persona singolare alla seconda persona singolare dei verbi, in tutti i tempi e modi tranne che nel presente indicativo (tu durmivitu, 'tu dormivi');
- il condizionale del verbo essere: furra, oggi poco usato;
- l'esistenza di una voce fossilizzata, χanèa, attestata solo a Bivona.

## Storia

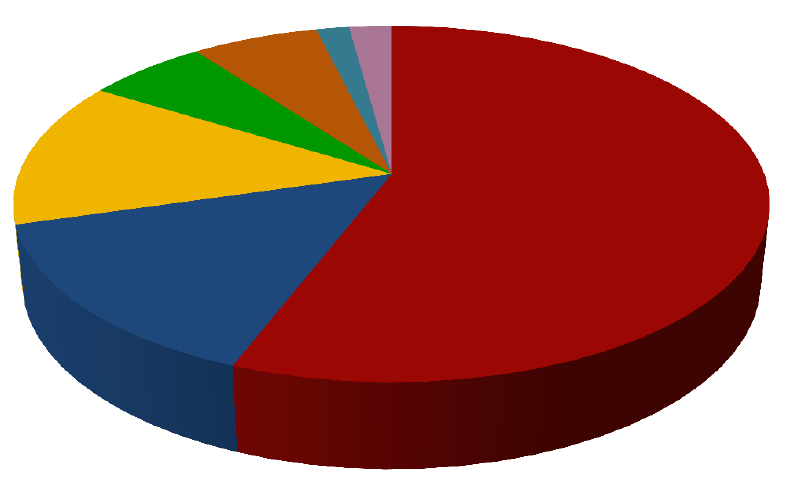
Analisi etimologica di 5.000 termini tratte dal Dizionario etimologico siciliano di Salvatore Giarrizzo:
2.792 (55,84%)
733 (14,66%)
664 (13,28%)
303 (6,06%)
318 (6,36%)
83 (1,66%)
107 (2,14%)

Sebbene la più antica testimonianza del centro abitato di Bivona risalga al periodo normanno, il frate domenicano Tommaso Fazello dichiarò che la cittadina fu in origine un pagus Saracenorum, come testimoniato da alcuni presunti diplomi del XII secolo mai rinvenuti, affermandone pertanto l'esistenza durante la dominazione islamica della Sicilia.
A tal proposito, l'eredità araba nel dialetto bivonese è presente sia nella fonetica che nel lessico: nella fonetica, dal momento che la fricativa velare sorda h si è estesa in tante voci dialettali di origine non araba; nel lessico, dal momento che la maggior parte dei toponimi locali derivano dall'arabo (per esempio Magazzolo, nome del fiume che scorre nel territorio bivonese, deriva da magzil, "acque vorticose"). Particolare menzione merita la parola xanèa (talvolta scritta anche hanèa, khanèa, hanìa o hanèia), che indica un tipo di arco utilizzato nell'architettura araba e che è una voce attualmente attestata solo a Bivona.

## Grammatica

### Articoli
Gli articoli determinativi lu, la, li non subiscono mai l'aferesi della l come accade, solitamente, nei dialetti del palermitano e ad Agrigento quando preceduti da una preposizione: lu libbru, di lu libbru (il libro, del libro).

### Nomi

#### Prima declinazione
Appartengono alla prima declinazione i sostantivi maschili e femminili terminanti in -a: arma, catina, fava, pueta, forfića, rinnina.
Contiene sostantivi della prima declinazione latina e gran parte della terza. La prima declinazione bivonese forma il plurale in -i: armi, catini, favi, pueti, forfići, rinnini.

#### Seconda declinazione
Appartengono alla seconda declinazione i sostantivi maschili in -u: amicu, cornu, sêzu, lupu.
Contiene sostantivi della seconda declinazione latina e della quarta. La seconda declinazione bivonese forma il plurale in -i e in -a: amici, corna, sensi, lupi.

#### Terza declinazione
Appartengono alla terza declinazione i sostantivi maschili in -i: duluri, pani, fidi, speci.
Contiene sostantivi della quinta declinazione latina e molti della terza. La terza declinazione bivonese forma il plurale in -i e in -a: dulura, pani, fidi.

### Aggettivi

#### Positivo
Vi sono aggettivi di uno o due generi: -u per il maschile (bonu, beddu, finu); -a per il femminile (bona, bedda, fina); -i per il maschile e il femminile (nobbili, granni, facili). È molto diffusa in Bivona la locuzione na pocu di per indicare "una quantità di": na pocu di pira, na pocu di liña, na pocu di libbira.

#### Comparativo
Il comparativo si forma anteponendo semplicemente kkiuni (piuttosto che il siciliano regolare cchiù; italiano "più") e menu (italiano "meno") all'aggettivo di grado positivo. Miljuri, piǵǵuri, minuri del siciliano standard sono rarissimi a Bivona e sono sostituiti dall'uso di melju, peju, menu, kkiù melju, kkiù peju, kkiù mmenu.

#### Superlativo
Da un punto di vista morfologico, a Bivona manca del tutto il superlativo assoluto. Per esprimerlo si adopera talvolta l'aggettivo granni in aggiunta al positivo (ad esempio riccu granni per dire "ricchissimo") o la ripetizione del positivo stesso: ranni ranni, forti forti, nicu nicu.
Per esprimere il superlativo "lunghissimo" si ricorre spesso alla perifrasi lõgu quãtu lu misi di maju ("lungo quanto il mese di maggio").

### Pronomi

#### Personali
- Pronome personale di prima persona:

|            | singolare  | plurale        |
| Nominativo | jiu, j     | nu             |
| Genitivo   | di mia     | di nu          |
| Dativo     | a mmia, mi | a nu, a nuatri |
| Accusativo | a mmia, mi | a nuâtri, nni  |

- Pronome personale di seconda persona:

|            | singolare  | plurale                     |
| Nominativo | tu         | vu, vuatri                  |
| Genitivo   | di tia     | di vu, di vuatri, di vâtri  |
| Dativo     | a ttia, ti | abbu, abbuatri, abuâtri, vi |
| Accusativo | a ttia, ti | abbu, abbuatri, abbâtri, vi |

- Pronome personale di terza persona:

|            | singolare     | plurale     |
| Nominativo | iddu/a        | iddi        |
| Genitivo   | d'iddu/a      | d'iddi      |
| Dativo     | a iddu/a, cci | a iddi, cci |
| Accusativo | lu, la        | a iddi, li  |

#### Possessivi
|  | singolare    | plurale  |
|  | miu, me, mia | nostru   |
|  | to           | vostru   |
|  | so           | -        |
|  | mii          | menostri |
|  | to           | vostri   |
|  | so           | -        |

#### Relativi
- chi
- lu quali
- cu
- ca
- zzoccu, dal latino hoc quod (italiano: 'ciò che')

### Verbi

#### Coniugazioni
In siciliano, le quattro coniugazioni della lingua latina (are, ēre, ěre, ire) vengono ridotte a due: -ari e -iri.

#### Presente indicativo
Essiri (essere)

jiu suñu

tu si

iddu èsti/eni

nuatri semmu

vuatri siti

iddi sunnu
Amari (amare)

jiu amu

tu ami

iddu ama

nuatri amammu

vuatri amati

iddi amanu
Viviri (vivere)

jiu vivu

tu vivi

iddu vivi

nuatri vivemmu

vuatri viviti

iddi vivinu

#### Presente congiuntivo
Il presente congiuntivo, scomparso nel siciliano, è stato sostituito dall'imperfetto. Relitti del congiuntivo presente a Bivona possono essere considerati:
- nzamai ('non sia mai', in cui il latino siat sta per sit), alterato dal popolo in mezanìa;
- pozza ('possa', dal latino poteat)
- veña ('venga', dal latino veniat).

#### Imperfetto indicativo
Amari (amare)

jiu amava

tu amavi/amavatu

iddu amava

nuatri amavamu

vuatri amavavu

iddi amavanu
Viviri (bere)

jiu vivia/viviva

tu vivivi/viviatu/vivivatu

iddu vivia/viviva

nuatri viviamu/vivivamo

vuatri viviavu/vivivavu

iddi vivianu/vivivanu

#### Imperfetto congiuntivo
Amari (amare)

jiu amassi

tu amassi/amassitu

iddu amassi

nuatri amassimu

vuatri amassivu

iddi amassiru
Temiri (temere)

jiu timissi

tu timissi/timissitu

iddu timissi

nuatri timissimu

vuatri timissivu

iddi timissiru

#### Futuro
Come più in generale nel dialetto agrigentino, anche a Bivona manca il futuro morfologico sintetico. Il tempo futuro, pertanto, si esprime:
- col presente indicativo, accompagnato da avverbio di tempo (dumani ci veñu, 'domani verrò', dumani ti lu duñu, 'domani te lo darò');
- con aju a più l'infinito (aju a ffari, 'farò', aju a ddiri, 'dirò'[18]; cfr. francese j'ai), che, tuttavia, può talvolta indicare l'italiano 'ho da dire', 'debbo dire', 'ho da fare', 'debbo fare'[19].

Non si incontra mai nel bivonese la forma volju e infinito in funzione di futuro riscontrata raramente a Girgenti da Pirandello, probabilmente unica in Sicilia.

#### Condizionale
Purtari (portare)

jiu purtiria

tu purtirissi/purtiriatu

iddu purtiria

nuatri purtiramu

vuatri purtiriavu

iddi purtirianu
Sentiri (sentire)

jiu sintiria

tu sintirissi/sintiriatu

iddu sintiria

nuatri sintiriamu

vuatri sintiriavu

iddi sintirianu

#### Perfetto
Purtari (portare)

jiu purtavu

tu purtasti

iddu purtà

nuatri purtammu

vuatri purtastivu

iddi purtaru
Sentiri (sentire)

jiu sintivu

tu sintisti

iddu sintì

nuatri sintemmu

vuatri sintistivu

iddi sinteru

## Vocabolario
Si dà qui un elenco con traduzione delle parole più frequenti o caratteristiche del dialetto bivonese, riportate da Paolo Trizzino e Giorgio Piccitto nelle loro opere:
| Vocaboli frequenti o caratteristici del subdialetto bivonese (traduzione italiana) | |
| abbacu                                                                             | quiete |
| abbêtu                                                                             | tregua |
| accãzu                                                                             | guadagno |
| accurzu                                                                            | scorciatoia |
| appañu                                                                             | paura |
| cafuddari                                                                          | pigiare |
| costitu                                                                            | importo |
| cummattitu                                                                         | briga |
| hahariàrisi                                                                        | confondersi, perdere la concentrazione, ad esempio nel gioco                                                                      |
| hàia                                                                               | siepe |
| hama                                                                               | fango; fanghiglia che si forma con la pioggia                                                                                     |
| hamïari                                                                            | accendere il forno |
| hanèia                                                                             | arco che mette in comunicazione due abitazioni, sovrastato anch'esso da vani abitati, sotto il quale, in genere, passa una strada |
| harara                                                                             | calore, aria calda e soffocante                                                                                                   |
| harata                                                                             | ondata di calore che si sprigiona dal forno o da un fuoco acceso                                                                  |
| hàrbia                                                                             | sete ardente, arsura |
| hàrcia                                                                             | erba infestante non bene determinata                                                                                              |
| hiàguru                                                                            | odore; sentore |
| hiatuni                                                                            | affanno, fiato grosso |
| hirbi                                                                              | luogo scosceso, dirupo; gerbe, sterpaglia                                                                                         |
| hiuhiàri                                                                           | soffiare, spingere fuori il fiato                                                                                                 |
| hiunnari                                                                           | picchiare |
| hiunnata                                                                           | colpo di fionda; l'affluire impetuoso di una corrente d'acqua; (fig.) gran concorso di popolo                                     |
| hiuschiddu                                                                         | scherz. ragazzo mingherlino |
| jttuni                                                                             | germoglio |
| lassitu                                                                            | lascito |
| muzzicuni                                                                          | morso |
| ñuttica                                                                            | ripiegatura |
| ncañarisi                                                                          | ingrugnarsi |
| peccu                                                                              | pecca |
| pikkiu                                                                             | frignare dei bambini |
| piljari                                                                            | beccare |
| piniu                                                                              | affanno lungo |
| pircaćću                                                                           | provento incerto |
| preu/pregu                                                                         | allegrezza |
| scaććanu                                                                           | riso smoderato |
| scaćću                                                                             | semi di frutta secche, mandorle, noci                                                                                             |
| scanna                                                                             | strage |
| scãtu                                                                              | spavento |
| scõzu                                                                              | danno |
| sfrattitu                                                                          | sfratto |
| siḍḍiu                                                                             | svogliatezza |
| spîcúni                                                                            | spinta |
| spinnu                                                                             | voglia avversa |
| stracquari                                                                         | lanciare, sparpagliare |
| trippu                                                                             | tripudio |
| truppicari                                                                         | incespicare |
| truzzuni                                                                           | urtone |
| vattiu                                                                             | battesimo |
| vippita                                                                            | bibita |

## Sistema di scrittura
Oltre ai normali caratteri latini dell'alfabeto siciliano, la trascrizione del bivonese necessita di alcuni segni particolari, come la χ dell'alfabeto greco per indicare l'aspirata gutturale derivata dal nesso consonantico fl del latino.

## Esempi

### Canti popolari bivonesi
()